# Biblis (genre)
Pour les articles homonymes, voir Biblis (homonymie).
Genre
Biblis est un genre monotypique de lépidoptères (papillons) de la famille des Nymphalidae et de la sous-famille des Biblidinae qui ne comprend qu'une seule espèce Biblis hyperia.

## Dénomination
Le genre a été décrit par l'entomologiste danois Johan Christian Fabricius en 1807.

### Synonymie pour le genre
- Zonaga (Billberg, 1820)[2]

## Taxinomie
Espèce
Biblis hyperia  a été décrite par l’entomologiste hollandais Pieter Cramer en 1779 sous le nom initial de Papilio hyperia.
Synonymie 
Papilio hyperia (Cramer, 1779) Protonyme
Didonis biblis (Godman & Salvin, [1883]) 